# En natt ett budskap ljöd så klart
En natt ett budskap ljöd så klart eller I ljusfull natt är en julpsalm med text från 1891 av Mrs J Carleton och musik av Frederic William Fry. Sången översattes 1897 till svenska av Karl Fredrik Andersson.

## Publicerad i
- Frälsningsarméns sångbok 1968 som nr 593 under rubriken "Jul". (Med begynnelseraden "I ljusfull natt")
- Frälsningsarméns sångbok 1990 som nr 721 under rubriken "Jul". (Med begynnelseraden "En natt ett budskap ljöd så klart")